# Khaled Ben Slimane
Khaled Ben Slimane född 1951 i Sousse, är en tunisisk keramiker och målare. Han tog examen i keramik vid Institut Technologique d'Art, d'Architecture et d'Urbanisme i Tunis 1977, och studerade sedan vid Escuela Massana de Barcelona innan han 1979 återvände till Tunisien. Han bodde i Tokyo 1982-1983, och samarbetade med många japanska keramiker. Han har även samarbetat med den algeriske konstnären Rachid Koraïchi i skapandet av stora murala verk. 